# Skutetzky Sándor
Alexander Skutecký, magyarosan Skutetzky Sándor (Bécs, 1883. június 25. – Besztercebánya, 1944.) Magyarországon is működő szlovák építész.

## Élete
Dominik Skutecký zsidó származású szlovák festőművész fia. A 20. század első felének jelentős szlovák építésze volt, de korai (még Szlovákia Osztrák–Magyar Monarchiához tartozása) időszakában Skutetzky Sándorként működött.
1901 és 1905 között a budapesti Királyi Műszaki Egyetemen tanult építészetet. Ezt követően éveken át, 1914-ig Budapesten kapott munkát. 1919-től Pozsonyban élt. Itt tervezte meg Szlovák Beruházási és Fejlesztési Bank hatalmas palotáját neoklasszicista stílusban. Későbbi épületei már dísztelen, modern alkotásoknak tekinthetők.
Nem épült meg a Rákóczi útra tervezett hatalmas Újságpalotája, de beadott – ugyancsak sikertelen terveket – a Kazinczy utcai zsinagógához is.

## Ismert épületei
- 1923: Szlovák Beruházási és Fejlesztési Bank, Pozsony, Štúrova 5-7.[3]
- 1924: Bondy-villa, Pozsony, Stefánia út 14.[4]
- 1935: Assicurazione Generali és Moldavia Generali Biztosító, Pozsony, Gorkého 6-12.[3]
- 1938: Igazságügyi Palota, Pozsony, Záhradnícka 10.[3]

### Tervben maradt épületek
- 1912: Kazinczy utcai zsinagóga, Budapest, Kazinczy utca 29–31. (itt végül Löffler Béla és Löffler Samu Sándor terveit fogadták el)[6]
- 1913: Sajtópalota felhőkarcoló, Budapest, Rákóczi út / Blaha Lujza tér (az épület nem épült meg)[7][8]

### Épületbelsők
- 1909–1912: az Ernst-ház belső tere, Budapest, Nagymező u. 8. (tervező: Fodor Gyula)[9] – az épületben működött később az Ernst Múzeum
- 1912: az EMKE kávéház belső terének átalakítása[3] (Rainer Károllyal közös munka)[10]
- Edison kávéház[3]
- Tivoli Mozi[3]

### Egyéb
- 1915: Apolló Mozi homlokzatának átalakítása[11]

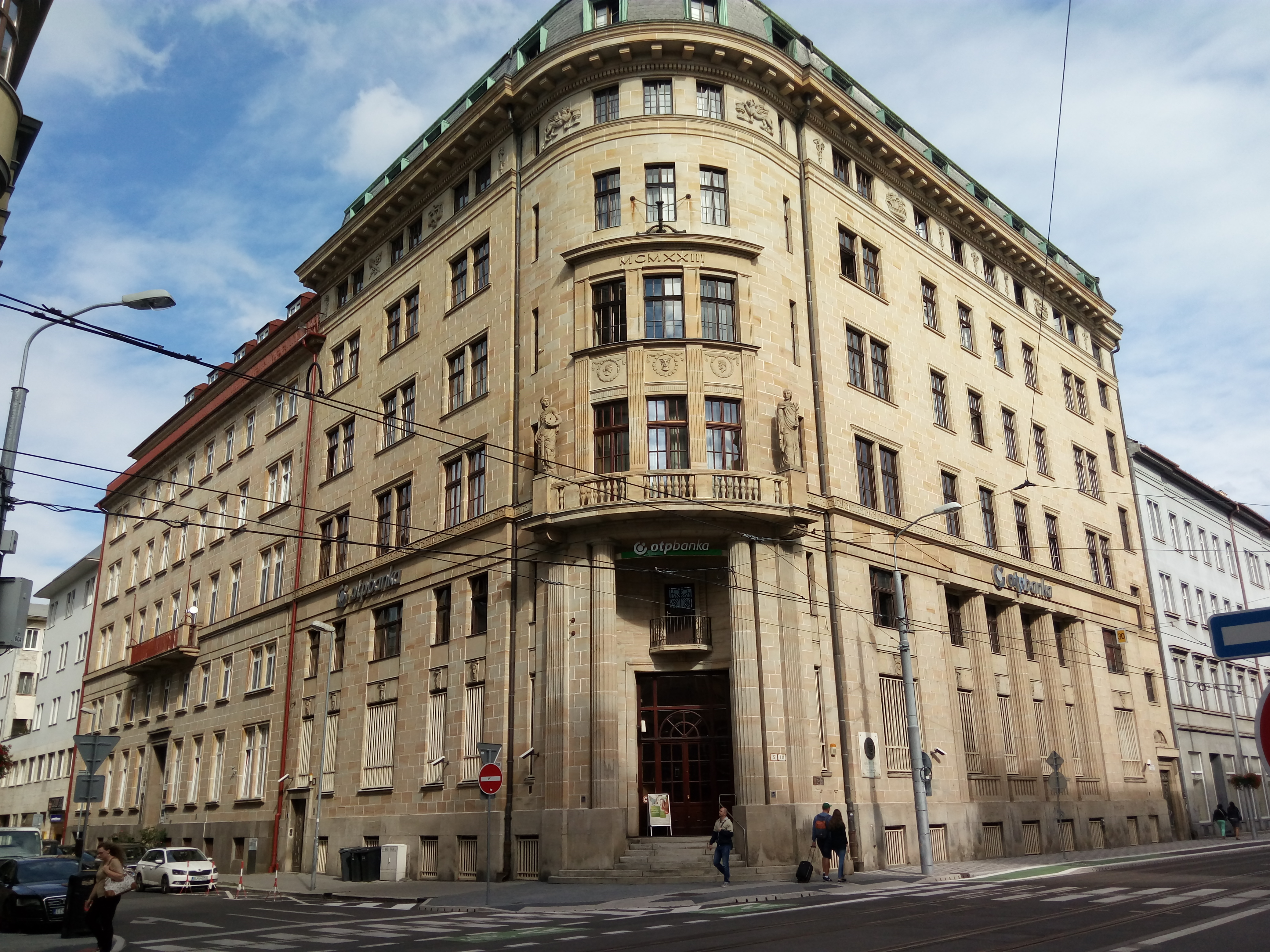
Szlovák Beruházási és Fejlesztési Bank, Pozsony

## Egyéb irodalom
- Bírálati jelentés az 1912/13. évi építészeti nagypályázatról In: Magyar Építőművészet 11. évf. (1913) 9. sz.